# The Hero Coward
The Hero Coward è un cortometraggio muto del 1913 diretto da Theodore Wharton. Sceneggiato da Henry MacRae, il film venne prodotto dalla Essanay, interpretato da E.H. Calvert.

## Produzione
Il film fu prodotto dalla Essanay Film Manufacturing Company.

## Distribuzione
Distribuito dalla General Film Company, il film - un cortometraggio di una bobina - uscì nelle sale cinematografiche USA il 28 marzo 1913.